# Покрытие кода
Покры́тие ко́да — мера, используемая при тестировании программного обеспечения. Она показывает процент исходного кода программы, который выполняется в процессе тестирования, то есть покрыт тестами.
Техника покрытия кода была одной из первых методик, изобретённых для систематического тестирования программного обеспечения (особенно, при тестировании белого ящика). Первое упоминание покрытия кода в публикациях появилось в 1963 году.

## Критерии
Существует несколько различных способов измерения покрытия, основные из них:
- покрытие операторов — каждая ли строка исходного кода была выполнена и протестирована;
- покрытие условий — каждая ли точка решения (вычисления истинно ли или ложно выражение) была выполнена и протестирована;
- покрытие путей — все ли возможные пути через заданную часть кода были выполнены и протестированы;
- покрытие функций — каждая ли функция программы была выполнена;
- покрытие вход/выход — все ли вызовы функций и возвраты из них были выполнены.
- покрытие значений параметров — все ли типовые и граничные значения параметров были проверены.

Для программ с особыми требованиями к безопасности часто требуется продемонстрировать, что тестами достигается 100 % покрытие для одного из критериев.
Некоторые из приведённых критериев покрытия связаны между собой; например, покрытие путей включает в себя и покрытие условий, и покрытие операторов. Покрытие операторов не включает покрытие условий, как показывает этот фрагмент программы на языке Си:
```
printf
(
"this is"
);
 

if
 
(
bar
 
<
 
1
)

{

    
printf
(
" not "
);

}

printf
(
"a positive integer"
);

```

Если здесь bar = −1, то покрытие операторов будет полным, а покрытие условий — нет, так как случай несоблюдения условия в операторе if — не покрыт (и при этом для положительных чисел вывод будет искажённым). Полное покрытие путей обычно невозможно. Фрагмент кода, имеющий n условий содержит {\displaystyle 2^{n}} путей; конструкция цикла порождает бесконечное количество путей. Некоторые пути в программе могут быть не достигнуты из-за того, что в тестовых данных отсутствовали такие, которые могли привести к выполнению этих путей. Не существует универсального алгоритма, который решал бы проблему недостижимых путей (этот алгоритм можно было бы использовать для решения проблемы остановки).

## Практическое применение
Обычно исходный код снабжается тестами, которые регулярно выполняются. Полученный отчёт анализируется с целью выявить невыполнявшиеся области кода, набор тестов обновляется, пишутся тесты для непокрытых областей. Цель состоит в том, чтобы получить набор тестов для регрессионного тестирования, тщательно проверяющих весь исходный код.
Долю покрытия кода обычно выражают в процентах. Например, «мы протестировали 67 % кода». Смысл этой фразы зависит от того какой критерий был использован. Например, 67 % покрытия путей — это лучший результат чем 67 % покрытия операторов.
Вопрос о связи значения покрытия кода и качества тестового набора ещё до конца не решён.